# Dinsac
Dinsac är en kommun i departementet Haute-Vienne i regionen Nouvelle-Aquitaine i västra Frankrike. Kommunen ligger i kantonen Le Dorat som tillhör arrondissementet Bellac. År 2022 hade Dinsac 245 invånare.

## Befolkningsutveckling
Antalet invånare i kommunen Dinsac
| Referens: INSEE |